# Коджон (ван Корьо)
Коджон (кор. 고종, 高宗, Gojong, Kojong; 3 лютого 1192 — 21 липня 1259) — корейський правитель, двадцять третій володар Корьо.

## Правління
Був старшим сином і спадкоємцем вана Канджона. Зійшов на трон після смерті батька 1213 року. Він не мав реальної влади, допоки не було вбито його могутніх радників з клану Чхве.
1216 року до Корьо вдерлись кидані, проте зазнали поразки й відступили. В серпні 1232 року Коджон переніс столицю з Сондо на острів Канхва й розпочав зводити там укріплення для захисту від монгольської навали. Коджон чинив опір монголам близько 30 років, допоки йому не довелось примиритись із ними 1259 року. Невдовзі після того ван помер.
Трон після смерті Коджона успадкував його старший син Вонджон.